# Aminata Bah
Aminata Bah (* 19. Januar 1994) ist eine malische Leichtathletin, die sich auf den Siebenkampf spezialisiert hat.

## Sportliche Laufbahn
Erste internationale Erfahrungen sammelte Aminata Bah 2015 bei den Juniorenafrikameisterschaften in Addis Abeba, bei denen sie mit 1,65 m im Hochsprung den sechsten Platz und im Weitsprung gelangte sie mit 5,48 m Platz sieben. 2019 nahm sie erstmals an den Afrikaspielen in Rabat teil und stellte dort mit 4456 Punkten einen neuen Landesrekord im Siebenkampf auf und belegte damit Rang sieben. 2022 gelangte sie bei den Afrikameisterschaften in Port Louis mit 3838 Punkten auf Rang sechs.
2020 wurde Bah malische Meisterin im 100-Meter-Lauf.

## Persönliche Bestleistungen
- 100 Meter: 12,59 s (−1,2 m/s), 25. Juli 2019 in Niamey
- Siebenkampf: 4456 Punkte, 29. August 2019 in Rabat (malischer Rekord)